# Катя Тютюнник
Катя Тютюнник (англ. Katia Tiutiunnik; нар. 19 березня 1967, Сідней, Австралія) — австралійська альтистка, науковиця і композитор. Має російське, українське та ірландське коріння.

## Освіта
Вищу освіту Катя Тютюнник здобула у коледжі Богоматері Милосердя, Парраматті та Північно-Сіднейській середній школі для дівчат. Отримала ступінь бакалавра музики в консерваторії Сіднея, де здобула стипендію Джона Антілла по класу композиції, іменну стипендію Дона Бенкса та після закінчення навчання — премію Альфреда Гілла. Здобула ступінь доктора наук в Австралійському національному університеті, де також поглиблено вивчала арабську мову. Також здобула найвищий італійський науковий ступінь по класу композиції — «Diploma di Studi Superiori di Perfezionamento» в Національній академії Санта-Чечілія, Рим, де впродовж двох років навчалася під керівництвом Франко Донатоні.

## Творчість
Катя Тютюнник читала лекції на в різних країнах та отримала низку нагород, національних і міжнародних грантів на подорожі та інші різновиди державної і приватної спонсорської підтримки. З 2010 до 2016 року була почесним науковим співробітником Сіднейської музичної консерваторії, а з березня 2012 року по квітень 2016 року — старшою викладачкою на музичному факультеті в Universiti Teknologi MARA, в Шах-Аламі, штат Селангор, Малайзія. У серпні 2016 року Катю Тютюнник призначили професором музики в Міжнародному університеті SIAS в Сіньчжені, провінція Хенань, КНР.
З 1990 до 1993 року Катя Тютюнник грала на альті у Сіднейському молодіжному оркестрі. Вона також виконала та записала власні твори, і твори інших композиторів. Була першою австралійською композиторкою, що стала запрошеною лекторкою в Колумбійському університеті, Нью-Йорк, де в своїй музиці виступив з доповіддю про символічні посилання на ісламський містицизм та справи Близького Сходу. Вона також була відвідувачем австралійського національного університету, резиденція художника та гостьова композиторка в жіночій гімназії Канберри та гімназії Канберри та резиденція композитора у знаменитій електронній студії Чарльза Морроу Productions, Нью-Йорк. Під час свого перебування в Нью-Йорку Тютюнник був резидентом і випускником Міжнародного будинку Нью-Йорка .
Твори Тютюнник були опубліковані в Австралії, Італії та США і зберігаються в декількох міжнародних бібліотеках, включаючи бібліотеку Бодлея в Оксфордському університеті (яка також містить копію її докторської дисертації «Символічний вимір: дослідження композиційного процесу»), Гарвардська бібліотека коледжів, Національна бібліотека Австралії та Музейна бібліотека Вінера при Колумбійському університеті. 11 грудня 2009 р. Переглянута версія докторської дисертації Тютюнника була опублікована як книга та випущена у світі. Опублікована дисертація Тютюнника отримала обширну наукову рецензію австралійського музикознавця, доктора Саллі Макартура, в престижному рецензованому журналі Musicology Australia в липні 2011 року.
Символічні розміри ряду творів Тютюнника були пов'язані з мотивом подорожі крізь темряву до ілюмінації. Крім того, кілька творів Тютюнника були натхнені ісламською містикою та спорідненими традиціями — музичні символи в них часто виявляються у вигляді композиційних процесів, що випливають з її інтерпретації близькосхідних традицій нумерології . Інші важливі впливи на символічні розміри композицій Тютюнника включають пейзажі, флору та фауну Австралії; історичні та сучасні події, що стосуються Близького Сходу, крім релігії та міфології Стародавньої Месопотамії .

## Продуктивність
Твори Тютюнник виконані та транслюються в Австралії, Бразилії, Болгарії, Канаді, Китаї, Німеччині, Греції, Італії, Йорданії, Малайзії, Нідерландах, Норвегії, Польщі, Росії, Сан-Марино, Сербії, Сінгапурі, Таїланді, Великій Британії та Сполучених Штатах.
Фестивалі та конференції, на яких були представлені композиції Тютюнник, включають фестиваль мистецтв Fairbanks Summer Arts, Аляска; Festivale Internazionale di Musica Contemporanea, Nuove Sincronie, Мілан; Suoni e Voci del Lago, озеро Гарда, Італія. Весняний фестиваль у Сіднеї. 28-а Генеральна асамблея Міжнародної музичної ради, Петра, Йорданія, 1999 р. (На якій відбулася світова прем'єра її симфонічної поеми Нур, присвячена королеві Йорр Нур). Musica Nova, Софія, Болгарія (Міжнародне товариство сучасної музики, Болгарська секція). Festivale Internazionale della Chitarra: Nicolo` Paganini, Парма, Італія; Compositrici: nuove strategie per una migliore valorizzazione, Teramo, Italy (Fondazione Adkins Chiti), 2001. Міжнародний конгрес жінок у музиці, Пекін, 2008 р .; Cinque Giornate per La Nuova Musica e La Musica Sperimentale, Мілан. Soundstream Festival, Аделаїда, Південна Австралія та ін.
19 березня 2007 року (сорок років від дня народження Тютюнник) в Домі Композиторів, Санкт-Петербург, Росія, відбувся концерт її сольних та камерних творів, в рамках урочистостей, що відзначали двісті років ділових відносин між Австралією та Росією. У цьому третьому концерті композицій Тютюнник в Петербурзі були представлені видатні виконавці, такі як Петербурзький квартет Римського-Корсакова та піаністка Анна Сбагіна. Того ж дня Тютюнник виголосила лекцію / концерт для студентів складу Бориса Тищенка в Санкт-Петербурзькій консерваторії, а також провела співбесіду з радіо Марія, Санкт-Петербург. Захід організував доктор Олена Костюченко (яка також організувала свої концерти у Петербурзі 2001 та 2006 рр.) а його спонсорами були посольство Австралії в Москві Ліс Фаенца в Бейтман-Бей (який особисто фінансував усі міжнародні подорожі Тютюнника на події) та Себастьян Фіцльон-Зінов'єв, почесний консул Австралії в Санкт-Петербурзі.
Презентацію про роль Тютюнника у вирішенні глобального конфлікту виступив доктор Джеймс Майкл Бічіго з Бореаліс Брас з Університету Аляски Фербенкс (виступи творів Тютюнника транслювались у міжнародному масштабі) у Коледжі Барда, Теологічній семінарії Союзу, в Нью-Йорку та в Гавайському університеті . Музику Тютюнника також використовували для театральних постановок на фестивалі Edinburgh Fringe, а також у Лондоні, Мельбурні, Нью-Йорку та Сіднеї. Її композиції були також продемонстровані в рамках Daniel Pearl World Music Днів Перл фонду Даніель .
На початку грудня 2009 року тур «Borealis in Australis» показав понад десять витворів творів Тютюнник (включаючи дві світові прем'єри та австралійську прем'єру) Бореаліс Брас з Університету Аляски Фербенкс. Ці виступи проходили в Бейтманській бухті, в соборі Сент-Ендрю в Сіднеї та на Сонячному узбережжі . Основні моменти цього туру включали лекцію / концерт про роль музики у вирішенні глобальних конфліктів - посягаючи на музику Тютюнника та музику інших жінок-композиторів з усього світу — в кампусі Бейтманського університету університету Воллонгонг та семінар для студентів вищої школи з Євробадалли Шир . Ще однією важливою подією в цьому турі стали VIP- прийоми, на яких відбулася жива музика Корі (під керівництвом місцевої старшини Корі, Лоретта Петрушка), світова прем'єра трубового дуету Тютюнник L'Imperatore Amato (присвячений Міжнародному дому в Нью-Йорку) та виступи різних сановників, в Каталіні, Новий Південний Уельс. Дві композиції Тютюнника, представлені в турі «Borealis in Australis», 5 лютого 2010 року отримали повторні виступи на фестивалі нової музики університету Аляски Фербенкс.
У квітні 2010 року Тютюнник читала лекції та відвідувала австралійську прем'єру своєї музики в Мельбурнському університеті .
Постановка Тютюнник поеми «Ворог» Єви Зальцман для ансамблю сопрано та ударних інструментів отримала свою світову прем'єрну виставу 26 серпня 2010 року на відкритті концерту «Візіонери» фестивалю Soundstream, Аделаїда, Південна Австралія. Цю світову прем'єру в прямому ефірі транслював ABC Classic FM.
З 2012 року музика Тютюнник продовжує транслюватись у міжнародному масштабі і виконує численні міжнародні артисти, серед яких Глінка, Колектив «Мости», Елізабет Рід, Роберто Фабрікіані, Вільма Кампітелі, Беатріче Петроккі, Симфонічний ансамбль Аркко, Сидбенд, Колектив мостів, Луїс Касаль, Еміль Блондель, Бореаліс Брас з Університету Аляски Фербенкс, Пемі Полл, Мерієтта Овіатт, Еліс Беннетт, Лайла Енгл, Пітер Шерідан, Ар'я Бастанін Еджад, Джейн Бішоп, Джон Шарплі, Акіко Отао, Калін Йонг, Роджер Вигульф та інші. Тютюнник також виступала як скрипаль протягом трьох років разом із симфонічним оркестром університету Сіас, Сіньчжен, провінція Хенань, Китай, в коледжі LASALLE, Сінгапур; Куала-Лумпурський центр виконавських мистецтв, Universiti Pendidikan Sultan Idris, Російський центр науки та культури, Куала-Лумпур і в інших місцях. Будучи гравцем ерху, Тютюнник виступала протягом трьох років з Китайським традиційним оркестром університету SIAS, а також виступала із сольними концертами про ерху в Російському центрі науки та культури, Куала-Лумпур; Китайський музичний фестиваль АСЕАН, Наннін, справа ГУ, провінція G, провінція, Китай; СІ як університет, ξ внутрішніх справ, він провінція чоловіків, Китай; Чженчжоу, він провінція чоловіків, Китай та інші місця.

## Особисте життя
З 2008 по початок 2012 року Тютюнник проживала з двома синами в Єврободаллі Шире Південного узбережжя Нового Південного Уельсу, Австралія. З березня 2012 року по вересень 2016 року Тютюнник жила у Шах-Аламі в місті Селангор, Малайзія. З вересня 2016 року по листопад 2019 року Тютюнник проживала у Сіньчжен, провінція Хенань, Китайська Народна Республіка.

## Вибрані твори
Оркестровий та концертний
- Ночі в Аравії для альта та оркестру (1992, переглянута 1998)
- Нур для скрипки та оркестру (1998)
- Орієнталіст з Палестини для оркестру (2000)
- Чудеса Вавилона для тромбону, духового оркестру та ударних (2001)
- Михайло для віолончелі та оркестру (2005)
- Викуп: чотири рефлексії для оркестру альта та струнного оркестру (2016)

Камерний та інструментальний
- Аль-Амут для пікколо, басового кларнета, арфи та трубчастих дзвонів (1993)
- Аркано для гобоя, кларнета, скрипки та арфи (1993)
- Сінан для соло для гобоя (1993)
- Адоне для флейти, гобоя кларнета, фагота, скрипки, альта, віолончелі, фортепіано та ударних (1994)
- Ара для флейти, гобоя, кларнета, фагота, рога, скрипки, альта, віолончелі, фортепіано та ударних (1995)
- Hidayah для соло пікколо (1995)
- Ерато для кларнета соло (1995)
- Апотеоси для пікколо, флейти та флейти альто (один гравець) (1995)
- Mahdoom для соло для тромбона (1998)
- Аль-Каутар для сольного віолончелі (1999)
- Danza delle sud arabe для гітарного соло (1999)
- Плач флейти для Dumuzi для флейти та фортепіано (1999)
- Нічне подорож для струнного квартету (2000)
- Аль-Хісар для тромбону, альта або соло для віолончелі (2001)
- Канто ді Енхедуанна для флейти, віолончелі та фортепіано (2001)
- Tre Preghiere di Nabuccoduriussor для гітарного соло (2001)
- Молитва за соло для альта (2002)
- Rinascita для флейти, тромбону, мецосопрано, ударних та скрипки (2002)
- The Quickening: Данина Джонатану Крамеру за флейту та фортепіано (2005)
- Via Trionfale: Verso Il Loto Benedetto для рогу, труби та тромбону (2002)
- Міста Богів, цикл 5 творів для соло для віолончелі (2004)

1. «Портал до Нібіру»
2. «Плач на Інанну»
3. «Про справедливу доньку людини!»
4. «Священний шлюб у TILMUN»
5. «Алі Дорати дей Нефілім (Золоті крила Нефіліму)»

- L'Imperatore Amato для 2 труб (2004)
- Хто такий, як Бог?, Цикл із 4 творів для віолончелі соло (2006)

1. «Засланий у Вавилон»
2. «Приймаючи Думузі»
3. «Храм Сонця»
4. «Біла ніч»

- Біла ніч для соло для альта (2006)
- Білі ночі мрій для альта, трубчастих дзвонів та там-там (2007)
- La Passion de Jehanne для тромбону та скрипки (2009)
- Поза глибиною для латунного квінтету (2009)
- Invocazione a Dumuzi для фортепіано та скрипки (2011)
- L'Embargo для ансамблю для альта та ударних (2011)
- La Notte Bianca для скрипки (2011)
- Inno a Dumuzi для контртенора та фортепіано (2012)
- Abbracciando Dumuzi для ансамблю віолончелло, вібрафона та тогунгака (2012)
- Малам Путіх для 2 альта та ансамблю тогунгак (2012)
- Elegia: Una Notte Bianca для сольного тромбону (2012)
- Аль-Фалак для труби, тромбону, ансамблю тогунгак, 2 дженданг і гонг аггунг (2013)
- Ballando con la Vita для тромбону та скрипки (2013)
- Le Vie del Vento Divino для флейти / нею, 2 бас-флейти, флейти контрабаси та ударних (2013)
- At-Taubah: Медитація для «Oud for» oud solo (2013)
- Реквієм для басової флейти та вібрафона (2014)
- Gioielli della Notte для соло для флейти контрабаса (2014)
- Notti Bianche d'Amore для басової флейти або контрабасової флейти та трубчастих дзвонів (2014)
- Аль-Лайла: Плач на «Oud for» oud solo (2014)
- Az-Zuhoor: Elegy для 'Oud for' oud solo (2014)
- Священна ніч для басового кларнета, скрипки та цифрової затримки (2014)
- Una Notte Sacra для соло на басовій або контрабасній флейті (2015)
- Notti Sacre delle Nuvole Bianche для 2-х флейт, альт-флейти, бас-флейти та трубчастих дзвонів (2015)
- Даріпада Кедаламан для пікколо, 4 флейти та бас-флейти (2015)
- Le Regine для скрипки, посиленого гамбуса та ансамблю гамеланів (2015)
- Tarian Takdir для посиленого гамбуса, ансамблю тогунггака, 2 джандагу та гонгу аггунга (2015)
- Укіран Малам для альта, віолончелло, трубних дзвонів та цифрової затримки (2015)
- Фестиваль троянд для ансамблю труби, тромбону та гримела (2015)

Фортепіано
- Бхайрава для сольного фортепіано (1995)
- Agressi Sunt Mare Tenebrarum Quid в Eo Esset Exploraturi для фортепіано (1996)

Вокальний
- Rinascita для меццо-сопрано, тромбону, ударних, скрипки та віолончелло (2002)
- Воскресіння для народних хорів та двох великих ансамблів ударних (2004)
- До ансамблю Ворога для сопрано та ударних (2004); текст Єви Зальцман
- Джеханна для сопрано та віоли (2007); текст Елізабетти Фаензи
- De Profundis Clamavi для сопрано-соло та жіночого та / або дитячого хору (2009)

Електроакустичний
- Думузі, священик і король для 3-х мірного звукового куба і альта, Чарльз Морроу Продюсекс (2005)
- «Голоси в ніч» для багатоканального віолончелі та голосів (2006); текст: Люсі Апонте; віолончель: Девід Перейра; голоси: Ентоні Майкл Тютюнник та Катя Тютюнник